# Powiat chełmiński

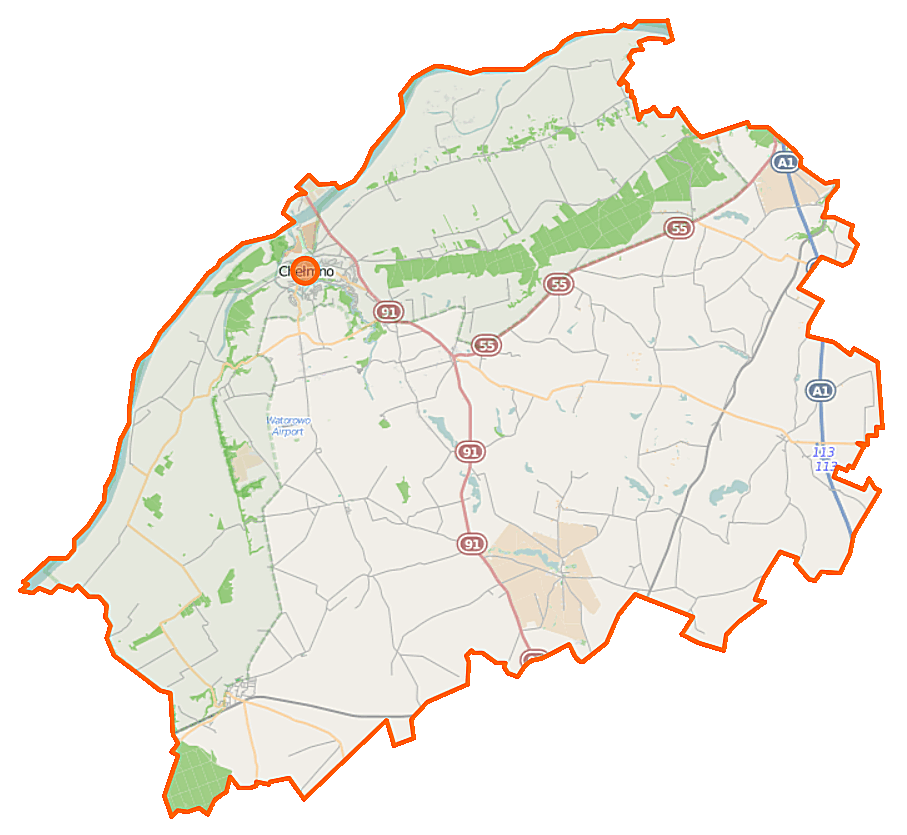
Mapa powiatu

Powiat chełmiński – powiat w Polsce (województwo kujawsko-pomorskie), utworzony w 1999 roku w ramach reformy administracyjnej. Jego siedzibą jest miasto Chełmno.
W skład powiatu wchodzą:
- gminy miejskie: Chełmno
- gminy wiejskie: Chełmno, Kijewo Królewskie, Lisewo, Papowo Biskupie, Stolno, Unisław
- miasta: Chełmno

## Starostowie
- Edward Prądzyński
- Zygmunt Gużewski (1937–1939)
- Wojciech Bińczyk
- Zbigniew Bukowski
- Zdzisław Gamański (od 2018)

## Demografia
Liczba ludności (dane z 31 grudnia 2006):
|        | Ogółem | Ogółem | Kobiety | Kobiety | Mężczyźni | Mężczyźni |
| osób   | %      | osób   | %       | osób    | %         |           |
| ------ | ------ | ------ | ------- | ------- | --------- | --------- |
| Ogółem | 51 375 | 100    | 26 337  | 51,26   | 25 038    | 48,74     |
| Miasto | 20 381 | 39,67  | 10 687  | 20,80   | 9694      | 18,87     |
| Wieś   | 30 994 | 60,33  | 15 650  | 30,46   | 15 344    | 29,87     |

▶Wieś vs ▶miasto
Ogółem (▶k, ▶m)
Miasto (▶k, ▶m)
Wieś (▶k, ▶m)
Krainy geograficzne: Pojezierze Chełmińskie, Dolina Fordońska, Kotlina Grudziądzka

Główne rzeki: Wisła, Fryba.

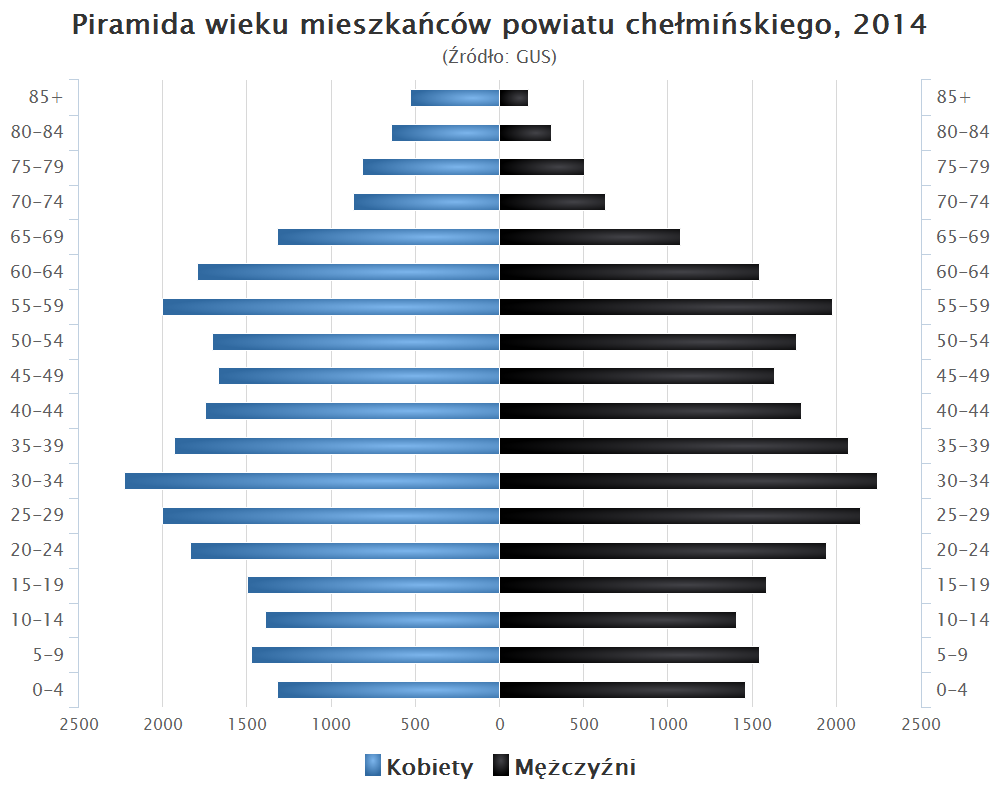
Piramida wieku mieszkańców powiatu chełmińskiego w 2014 roku

Według danych z 31 grudnia 2019 roku powiat zamieszkiwały 51 952 osoby. Natomiast według danych z 30 czerwca 2020 roku powiat zamieszkiwało 51 817 osób.

## Gospodarka
W końcu września 2019 liczba zarejestrowanych bezrobotnych w powiecie obejmowała ok. 1,9 tys. mieszkańców, co stanowi stopę bezrobocia na poziomie 11,2% do aktywnych zawodowo.

## Zabytki
- zespół staromiejski Chełmna z 5 gotyckimi kościołami i renesansowym ratuszem
- grodzisko w Kałdusie z pozostałościami kościoła z XI w.
- barokowy kościół św. Barbary w Starogrodzie
- kościół gotycki w Lisewie
- ruiny zamku biskupiego w Papowie Biskupim
- gotycki kościół w Wabczu

## Transport

### Transport drogowy

#### Drogi krajowe
- A1E75  (Gdańsk – Grudziądz – Lisewo – Toruń – Łódź – Katowice – Gorzyczki granica z Czechami)
- 55 (Stolno 91 – Grudziądz – Kwidzyn – Malbork – Nowy Dwór Gdański 7)
- 91 (Gdańsk – Chełmno – Toruń – Łódź – Częstochowa)

#### Drogi wojewódzkie
- 543 (Paparzyn 55 – Radzyń Chełmiński – Jabłonowo Pomorskie – 15 Brodnica)
- 548 (Stolno – Lisewo – Wąbrzeźno – Pląchoty 15 Brodnica)
- 550 (Chełmno – Kokocko – Unisław)
- 551 (Strzyżawa 80 – Unisław – Chełmża – Wąbrzeźno)
- 597 (Unisław – Rzęczkowo)

### Transport kolejowy
- 207 (Toruń Wschodni – Kornatowo – Grudziądz – Malbork)
- 209 (Bydgoszcz Wschód – Unisław Pomorski – Chełmża – Kowalewo Pomorskie)

## Starostowie chełmińscy
Na podstawie źródła:
- Zbigniew Bukowski (6 listopada 1998 – 5 grudnia 2001)
- Janusz Wojtaszewski (5 grudnia 2001 – 19 listopada 2002)
- Wojciech Bińczyk (19 listopada 2002 – 27 listopada 2006)
- Zdzisław Gamański (27 listopada 2006 – 1 grudnia 2010)
- Wojciech Bińczyk (1 grudnia 2010 – 27 listopada 2014)
- Zdzisław Gamański (27 listopada 2014 – nadal)

## Sąsiednie powiaty
- powiat świecki
- powiat bydgoski
- powiat toruński
- powiat wąbrzeski
- powiat grudziądzki